# هبیره
هبیره (به عربی: هبیرة) یک منطقهٔ مسکونی در تونس است که در استان مهدیه واقع شده‌است. هبیره ۳٬۲۵۷ نفر جمعیت دارد.